# ST13
Hsc70 상호 작용 단백질(Hsc70-interacting protein) 또는 '종양 원성 억제 13(suppression of tumorigenicity 13, ST13)은 인간에서 ST13 유전자에 의해 암호화되는 단백질이다.

## 기능
이 유전자에 의해 암호화된 단백질은 열 충격 단백질 HSP70 및 HSP90의 연관을 매개하는 어댑터 단백질이다. 이 단백질은 여러 분자 샤페론의 도움이 필요한 글루코코르티코이드 수용체의 조립 과정에 관여하는 것으로 나타났다. 이 유전자의 발현은 대장암 조직에서 하향 조절되는 것으로 보고되어 종양 억제 유전자 후보임을 시사한다.